# ラ・ターシュ
ラ・ターシュ（La-Tache）はドメーヌ・ド・ラ・ロマネコンティ（DRC）社が単独所有（モノポール）するフランスのブルゴーニュ地方、ヴォーヌ・ロマネ村に在る約6.1ヘクタールのグラン・クリュ（特級格付け）の畑。
元々のラ・ターシュは約1.43ha程でロマネコンティよりも小さな畑であったが、所有者のドメーヌ・ド・ラ・ロマネ・コンティ社の申し立てで、1932年に直ぐ上に隣接するゴーディショの約4.62haの畑を併合し、今の形になった。
畑の形が縦長で、高低差も50m近くある比較的広い畑である事が幸いしてか、毎年品質的には安定感があり、時にはロマネコンティを上回ると評されている。